# 光男の栗
『光男の栗』（みつおのくり）は、なら国際映画祭NARAtiveプロジェクト第1回の作品として2010年に製作・公開された日本映画である。

## あらすじ
ある日、東京から奈良へ降り立った母（桃井かおり）。
その手には息子の光男が母の元に残したデジタルカメラがあった
カメラに収められた写真の風景を頼りに光男を探しにここまで来たのである。
尋ね歩く母に奈良の人々は親切に応対する。
やがて、カメラに写っていたうどん屋にたどりついた母は、店主から情報を得て光男の知り合いの娘の家に連れて行ってもらう。
娘の母親である節子と対面したものの、うまく説明ができずに、母は突然デジタルカメラを置いて逃げ出してしまう。
残されたデジタルカメラの映像を見た節子は先ほど訪ねてきた女性と自分の娘が親密な関係にあったらしいことを悟り、娘に電話をかけてどういう関係だったかを問いただす。
しかし、娘もまたうまく説明できずに泣き出してしまう。実は光男は既に亡くなってしまっていた。
節子は夢中で光男の母を探しに自転車で走る。
光男の母は大きな栗の木の下で子供のように栗を拾っていた。

## キャスト
- 桃井かおり[1]
- 百々節子
- うだしげき

## スタッフ
- 監督 - 趙曄（チャオ・イエ）
- 脚本 - 趙曄（チャオ・イエ）
- プロデューサー - 河瀬直美
- 撮影 - 中野英世
- 照明 - 山本浩資
- 録音 - 森英司